# Ergolina
La ergolina es un compuesto químico heterocíclico cuyo esqueleto estructural forma parte de un rango diverso de alcaloides, incluyendo algunas drogas psicodélicas, como el ácido lisérgico. La actividad farmacológica de sus derivados se debe principalmente a su semejanza estructural con la triptamina. Los derivados de la ergolina se usan clínicamente para la vasoconstricción (receptor 5-HT1 anti-ergotamina), en el tratamiento de la migraña (junto a la cafeína) y en la enfermedad de Parkinson. Algunos derivados están implicados en el ergotismo.